# ハイ!こちら音楽部
『ハイ!こちら音楽部』（ハイ こちらおんがくぶ）は、1985年10月16日から同年12月25日まで日本テレビ系列局で放送されていた日本テレビ製作の音楽バラエティ番組である。全11回。

## 概要
コメディドラマ仕立てで進行するいわゆるシチュエーション・コメディで、架空のテレビ局「テレビ日本」（テレビにっぽん）の音楽プロデューサーたちを中心とするストーリーで進行。
番組の途中と最後には、木村優子（当時日本テレビアナウンサー）が進行役を務める女性タレントオーディションのコーナーを設けていた。このオーディションの合格者たちは、後番組である『アイドル花組おとこ組』にアイドル予備軍「花組」として出演した。

## 出演者
- 野口五郎
- 小林幸子
- 川津祐介
- ちびっこギャング
- 長尾知子（ロールバック）
- 清水香織
- さだまさし
- 小泉今日子
- 菊池桃子

## スタッフ
- 企画：白井荘也
- 監督：大垣信良
- 脚本：玉井洌
- プロデューサー：神戸文彦、田中義一
- 音楽：中村暢之

## サブタイトル
| 回 | 放送日 （1985年） | サブタイトル                            |
| -- | ----------------- | --------------------------------------- |
| 1  | 10月16日          | 桃子のシャミクでGスタ混乱               |
| 2  | 10月23日          | 初公開 演歌調パッションに早見優ムカッ！ |
| 3  | 10月30日          | ドカン！さだまさしの笑パワー大爆発!!    |
| 4  | 11月6日           | ウフ！さだまさしのシブがき隊演出症候群  |
| 5  | 11月13日          | 笑って失神！彼女と堀ちえみ再会!!        |
| 6  | 11月20日          | 歩く青春！森田健作のビシバシ興奮TV      |
| 7  | 11月27日          | 楽屋潜入ウラ側対策・小泉今日子攻略編    |
| 8  | 12月4日           | スタジオパニック元気なジジババ大暴れ    |
| 9  | 12月11日          | NG続出！山口良一                        |
| 10 | 12月18日          | 主役は私よ！間下このみに秀美ギャフン    |
| 11 | 12月25日          | 私も芸能人しちゃう週間チャンピオン大会  |

参考：『読売新聞縮刷版』読売新聞社、1985年10月16日 - 同年12月25日付のラジオ・テレビ欄。
| 日本テレビ系列 水曜19:00枠                           | 日本テレビ系列 水曜19:00枠                            | 日本テレビ系列 水曜19:00枠                            |
| 前番組                                               | 番組名                                                | 次番組                                                |
| ---------------------------------------------------- | ----------------------------------------------------- | ----------------------------------------------------- |
| エッ!うそーホント? （1982年10月6日 - 1985年9月18日） | ハイ!こちら音楽部 （1985年10月16日 - 1985年12月25日） | アイドル花組おとこ組 （1986年1月8日 - 1986年3月26日） |